# Кавшбая, Владимир Битгаевич
Владимир Битгаевич Кавшбая (1913 год, село Шешелети, Сухумский округ, Кутаисская губерния, Российская империя — неизвестно, село Репо-Шешелети, Гальский район, Абхазская АССР, Грузинская ССР) — бригадир колхоза имени Дзигуа Гальского района, Абхазская АССР, Грузинская ССР. Герой Социалистического Труда (1948).

## Биография
Родился в 1913 году в крестьянской семье в селе Рене-Шешелети (сегодня — Шешелета Гальского района).
С раннего возраста трудился в сельском хозяйстве. Во время коллективизации вступил в колхоз имени Дзигуа, названный именем односельчанина-революционера Павла Евтимовича Дзигуа. В послевоенные годы — бригадир полеводческой бригады в этом же колхозе.
В 1947 году бригада под его руководством собрала в среднем с каждого гектара по 76,33 центнера кукурузы на участке площадью 6 гектаров. Указом Президиума Верховного Совета СССР от 21 февраля 1948 года удостоен звания Героя Социалистического Труда за «получение высоких урожаев кукурузы и пшеницы в 1947 году» с вручением ордена Ленина и золотой медали «Серп и Молот» (№ 691).
Этим же Указом званием Героя Социалистического Труда были награждены председатель колхоза Пармен Павлович Маркелия, звеньевые Акакий Мусуркаевич Кавшбая и Никандро Елизбарович Тунгия.
После выхода на пенсию проживал в селе Репо-Шешелети. Дата смерти не установлена.